# Comarca de Bonito de Santa Fé
A Comarca de Bonito de Santa Fé é uma comarca de primeira entrância com sede no município de Bonito de Santa Fé, no estado da Paraíba, Brasil.
É termo da Comarca de Bonito de Santa Fé, o município de Monte Horebe.